# Mistrovství Evropy ve fotbale hráčů do 21 let

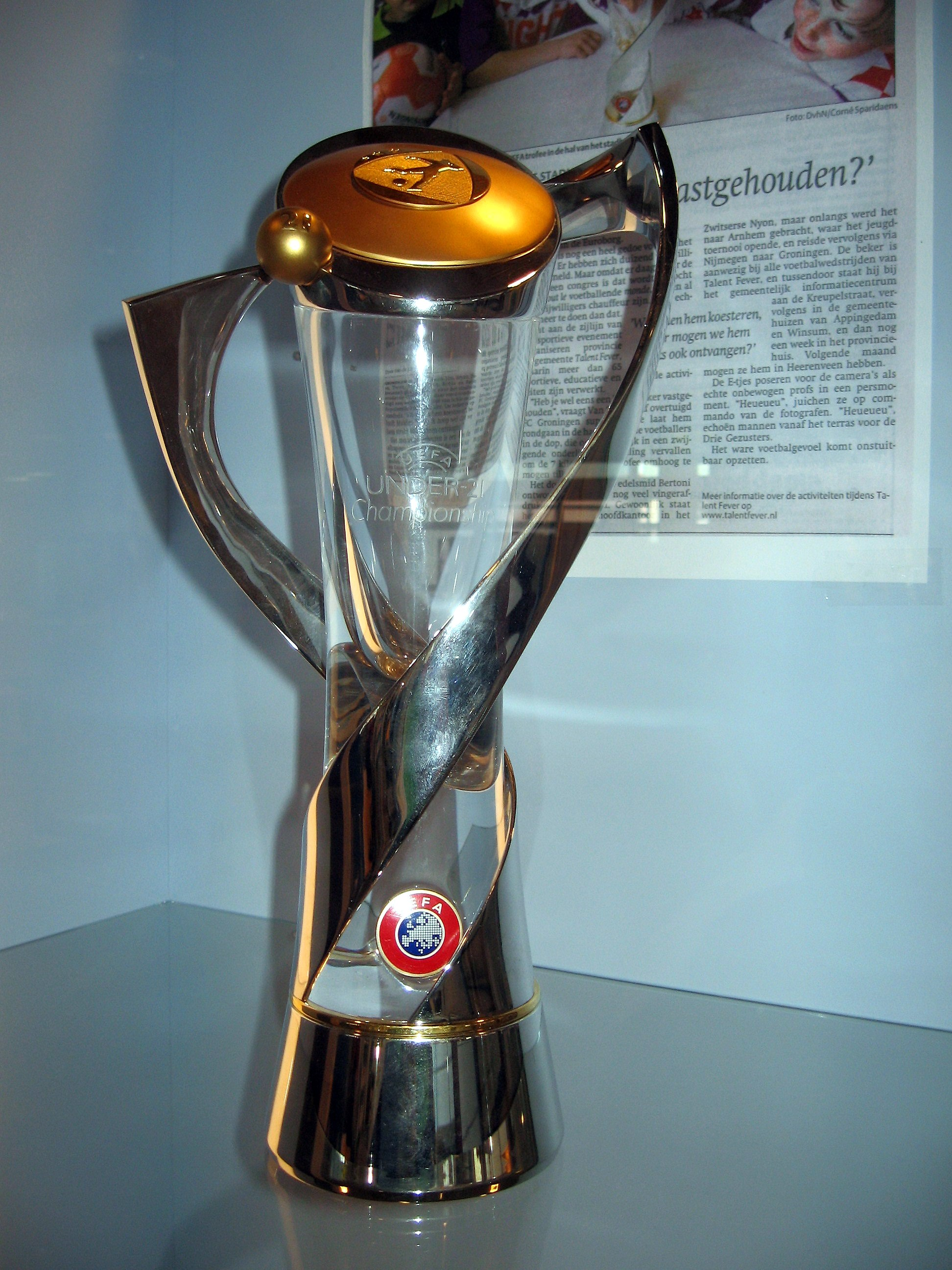
Pohár pro vítěze

Mistrovství Evropy ve fotbale hráčů do 21 let je pravidelný, na výjimky každé dva roky pořádaný fotbalový turnaj národních fotbalových reprezentací zemí sdružených pod organizací UEFA. Na turnaji mohou nastoupit hráči, kteří byli mladší 21. roku na začátku kvalifikace na tento turnaj.
Turnaj se hraje od roku 1972, přičemž v letech 1967 až 1970 byl pořádán Challenge Cup pro hráče do 23 let. Tento věkový limit platil do roku 1978 i pro Mistrovství Evropy, než byl snížen na stávající hodnotu.

V případě, že šampionát probíhá rok před Letními olympijskými hrami, slouží i jako evropská kvalifikace pro olympijský fotbalový turnaj, kde startují národní mužstva hráčů do 23 let s maximálně 3 fotbalisty přesahujícími tento věk v každém týmu.

## Turnajový formát
Závěrečného turnaje se v minulosti účastnilo pouze 8 týmů. Reprezentace hostující země měly místo na šampionátu zaručeno poprvé na ME 2007. Do kvalifikace se mohly zapojit všechny členské týmy UEFA. Ty byly poté zařazeny do kvalifikačních skupin podle počtu účastníků. Vítězové skupin a někteří nejlepší druzí (celkem 14 týmů) postupovaly do dvouzápasového playoff (baráže), ze kterého vzešlo zbývajících 7 mužstev pro závěrečný turnaj.
8 kvalifikovaných týmů na šampionátu (včetně hostitelské země) bylo rozděleno do dvou základních skupin, ze kterých postupovaly dva týmy do semifinále.
V letech 2017 a 2019 se počet účastníků rozšířil z osmi na dvanáct. Od ročníku 2021 se již účastní šestnáct mužstev ve dvou hostitelských zemích. Pro ročník 2023 platí upravený formát kvalifikace. Tvoří ji devět různých skupin, jejichž vítězové si zajistí postup. Přímo postupuje také nejlepší z tabulky druhých týmů. Dalších osm mužstev z druhých míst si zahraje baráž. Hostitelé mají účast zaručenou. 

## Přehled vítězů

### Challenge Cup
Tento turnaj byl hrán na principu nejbližšímu mistrovství v boxu. Držitel titulu byl postupně konfrontován s náhodně vybíranými soupeři. Zápasy se hrály, až na jednu výjimku, na půdě držitele trofeje. Od roku 1970 se používá, pro fotbal mnohem výhodnější, systém, který funguje na většině turnajů i dnes.
| Datum         | Vítěz      | Poražený         | Místo                   |
| Červen 1967   | Bulharsko  | Východní Německo | Stara Zagora, Bulharsko |
| Září 1967     | Bulharsko  | Finsko           | Burgas, Bulharsko       |
| Listopad 1967 | Bulharsko  | Československo   | Pleven, Bulharsko       |
| Duben 1968    | Bulharsko  | Nizozemsko       | Sofie, Bulharsko        |
| Říjen 1968    | Jugoslávie | Bulharsko        | Ruse, Bulharsko         |
| Červen 1969   | Jugoslávie | Španělsko        | Novi Sad, Jugoslávie    |
| Listopad 1969 | Jugoslávie | Švédsko          | Zrenjanin, Jugoslávie   |
| Březen 1970   | Jugoslávie | Řecko            | Athény, Řecko           |

### Turnaj do 23 let
| Rok          | Pořadatel    |                | Finále                 | Finále        | Finále                  |  | Semifinalisté | Semifinalisté | Semifinalisté |
| Rok          | Pořadatel    | Vítěz          | Skóre                  | 2. místo      |                         |  | Semifinalisté | Semifinalisté | Semifinalisté |
| 1972 Detaily | Doma a venku | Československo | 2:2 / 3:1 5:3 v součtu | Sovětský svaz | Bulharsko a Řecko       |  |               |               |               |
| 1974 Detaily | Doma a venku | Maďarsko       | 2:3 / 4:0 6:3 v součtu | NDR           | Polsko a Sovětský svaz  |  |               |               |               |
| 1976 Detaily | Doma a venku | Sovětský svaz  | 1:1 / 2:1 3:2 v součtu | Maďarsko      | Nizozemsko a Jugoslávie |  |               |               |               |

### ME U21
| Rok          | Pořadatel          |               | Finále                             | Finále              | Finále                        |                               | Semifinalisté / O třetí místo | Semifinalisté / O třetí místo | Semifinalisté / O třetí místo |
| Rok          | Pořadatel          | Vítěz         | Skóre                              | 2. místo            | 3. místo                      | Skóre                         | 4. místo                      |                               |                               |
| 1978 Detaily | Doma a venku       | Jugoslávie    | 1:0 / 4:4 5:4 v součtu             | NDR                 | Bulharsko a Anglie            | Bulharsko a Anglie            | Bulharsko a Anglie            |                               |                               |
| 1980 Detaily | Doma a venku       | Sovětský svaz | 0:0 / 1:0 1:0 v součtu             | NDR                 | Anglie a Jugoslávie           | Anglie a Jugoslávie           | Anglie a Jugoslávie           |                               |                               |
| 1982 Detaily | Doma a venku       | Anglie        | 3:1 / 2:3 5:4 v součtu             | SRN                 | Skotsko a Sovětský svaz       | Skotsko a Sovětský svaz       | Skotsko a Sovětský svaz       |                               |                               |
| 1984 Detaily | Doma a venku       | Anglie        | 1:0 / 2:0 3:0 v součtu             | Španělsko           | Itálie a Jugoslávie           | Itálie a Jugoslávie           | Itálie a Jugoslávie           |                               |                               |
| 1986 Detaily | Doma a venku       | Španělsko     | 1:2 / 2:1 3:3 v součtu, (3:0 pen.) | Itálie              | Anglie a Maďarsko             | Anglie a Maďarsko             | Anglie a Maďarsko             |                               |                               |
| 1988 Detaily | Doma a venku       | Francie       | 0:0 / 3:0 3:0 v součtu             | Řecko               | Anglie a Nizozemsko           | Anglie a Nizozemsko           | Anglie a Nizozemsko           |                               |                               |
| 1990 Detaily | Doma a venku       | Sovětský svaz | 4:2 / 3:1 7:3 v součtu             | Jugoslávie          | Itálie a Švédsko              | Itálie a Švédsko              | Itálie a Švédsko              |                               |                               |
| 1992 Detaily | Doma a venku       | Itálie        | 2:0 / 0:1 2:1 v součtu             | Švédsko             | Dánsko a Skotsko              | Dánsko a Skotsko              | Dánsko a Skotsko              |                               |                               |
| 1994 Detaily | Francie            | Itálie        | 1:0 (prodl.)                       | Portugalsko         | Španělsko                     | 2:1                           | Francie                       |                               |                               |
| 1996 Detaily | Španělsko          | Itálie        | 1:1 (4:2 pen.)                     | Španělsko           | Francie                       | 1:0                           | Skotsko                       |                               |                               |
| 1998 Detaily | Rumunsko           | Španělsko     | 1:0                                | Řecko               | Norsko                        | 2:0                           | Nizozemsko                    |                               |                               |
| 2000 Detaily | Slovensko          | Itálie        | 2:1                                | Česko               | Španělsko                     | 1:0                           | Slovensko                     |                               |                               |
| 2002 Detaily | Švýcarsko          | Česko         | 0:0 (3:1 pen.)                     | Francie             | Itálie a Švýcarsko            | Itálie a Švýcarsko            | Itálie a Švýcarsko            |                               |                               |
| 2004 Detaily | Německo            | Itálie        | 3:0                                | Srbsko a Černá Hora | Portugalsko                   | 3:2                           | Švédsko                       |                               |                               |
| 2006 Detaily | Portugalsko        | Nizozemsko    | 3:0                                | Ukrajina            | Francie a Srbsko a Černá Hora | Francie a Srbsko a Černá Hora | Francie a Srbsko a Černá Hora |                               |                               |
| 2007 Detaily | Nizozemsko         | Nizozemsko    | 4:1                                | Srbsko              | Belgie a Anglie               | Belgie a Anglie               | Belgie a Anglie               |                               |                               |
| 2009 Detaily | Švédsko            | Německo       | 4:0                                | Anglie              | Itálie a Švédsko              | Itálie a Švédsko              | Itálie a Švédsko              |                               |                               |
| 2011 Detaily | Dánsko             | Španělsko     | 2:0                                | Švýcarsko           | Bělorusko                     | 1:0                           | Česko                         |                               |                               |
| 2013 Detaily | Izrael             | Španělsko     | 4:2                                | Itálie              | Nizozemsko a Norsko           | Nizozemsko a Norsko           | Nizozemsko a Norsko           |                               |                               |
| 2015 Detaily | Česko              | Švédsko       | 0:0 (4:3 pen.)                     | Portugalsko         | Dánsko a Německo              | Dánsko a Německo              | Dánsko a Německo              |                               |                               |
| 2017 Detaily | Polsko             | Německo       | 1:0                                | Španělsko           | Anglie a Itálie               | Anglie a Itálie               | Anglie a Itálie               |                               |                               |
| 2019 Detaily | Itálie             | Španělsko     | 2:1                                | Německo             | Francie a Rumunsko            | Francie a Rumunsko            | Francie a Rumunsko            |                               |                               |
| 2021 Detaily | Maďarsko Slovinsko | Německo       | 1:0                                | Portugalsko         | Nizozemsko a Španělsko        | Nizozemsko a Španělsko        | Nizozemsko a Španělsko        |                               |                               |
| 2023 Detaily | Gruzie Rumunsko    | Anglie        | 1:0                                | Španělsko           | Izrael a Ukrajina             | Izrael a Ukrajina             | Izrael a Ukrajina             |                               |                               |
| 2025 Detaily | Slovensko          |               |                                    |                     |                               |                               |                               |                               |                               |

## Počet vítězství
| Mužstvo             | Mistr                            | 2. místo                   | 3. místo       | 4. místo | Semifinále                             |
| ------------------- | -------------------------------- | -------------------------- | -------------- | -------- | -------------------------------------- |
| Španělsko           | 5 (1986, 1998, 2011, 2013, 2019) | 4 (1984, 1996, 2017, 2023) | 2 (1994, 2000) |          | 1 (2021)                               |
| Itálie              | 5 (1992, 1994, 1996, 2000, 2004) | 2 (1986, 2013)             |                |          | 5 (1984, 1990, 2002, 2009, 2017)       |
| Německo             | 3 (2009, 2017, 2021)             | 2 (1982, 2019)             |                |          | 1 (2015)                               |
| Anglie              | 3 (1982, 1984, 2023)             | 1 (2009)                   |                |          | 6 (1978, 1980, 1986, 1988, 2007, 2017) |
| Nizozemsko          | 2 (2006, 2007)                   |                            |                | 1 (1998) | 3 (1988, 2013, 2021)                   |
| SSSR                | 2 (1980, 1990)                   |                            |                |          | 1 (1982)                               |
| Francie             | 1 (1988)                         | 1 (2002)                   | 1 (1996)       | 1 (1994) | 2 (2006, 2019)                         |
| Česko               | 1 (2002)                         | 1 (2000)                   |                | 1 (2011) |                                        |
| Jugoslávie          | 1 (1978)                         | 1 (1990)                   |                |          | 2 (1980, 1984)                         |
| Švédsko             | 1 (2015)                         | 1 (1992)                   |                | 1 (2004) | 2 (1990, 2009)                         |
| Portugalsko         |                                  | 3 (1994, 2015, 2021)       | 1 (2004)       |          |                                        |
| NDR                 |                                  | 2 (1978, 1980)             |                |          |                                        |
| Řecko               |                                  | 2 (1988, 1998)             |                |          |                                        |
| Srbsko a Černá Hora |                                  | 1 (2004)                   |                |          | 1 (2006)                               |
| Ukrajina            |                                  | 1 (2006)                   |                |          | 1 (2023)                               |
| Srbsko              |                                  | 1 (2007)                   |                |          |                                        |
| Švýcarsko           |                                  | 1 (2011)                   |                |          | 1 (2002)                               |
| Norsko              |                                  |                            | 1 (1998)       |          | 1 (2013)                               |
| Bělorusko           |                                  |                            | 1 (2011)       |          |                                        |
| Skotsko             |                                  |                            |                | 1 (1996) | 2 (1982, 1992)                         |
| Slovensko           |                                  |                            |                | 1 (2000) |                                        |
| Dánsko              |                                  |                            |                |          | 2 (1992, 2015)                         |
| Bulharsko           |                                  |                            |                |          | 1 (1978)                               |
| Maďarsko            |                                  |                            |                |          | 1 (1986)                               |
| Belgie              |                                  |                            |                |          | 1 (2007)                               |
| Rumunsko            |                                  |                            |                |          | 1 (2019)                               |
| Izrael              |                                  |                            |                |          | 1 (2023)                               |